# Kurt Richter (MfS-Mitarbeiter, 1919)
Kurt Richter (* 6. Juni 1919 in Berlin; † 25. Januar 1975) war ein deutscher Jurist und von 1956 bis 1964 Leiter der Ermittlungsabteilung (Hauptabteilung IX) des Ministeriums für Staatssicherheit (MfS). Als solcher war er für sämtliche Ermittlungs- und Vernehmungsverfahren gegen politisch Andersdenkende in der DDR zuständig.

## Leben
Richter wurde 1919 in Berlin geboren. Sein Vater war Postgehilfe, seine Mutter Hausfrau. Nach dem Besuch der Volksschule arbeitete Richter als Landarbeiter, Bote und Arbeiter. Beim Versuch, nach Spanien zu gelangen, wurde er im Frühjahr 1937 nach einem illegalen Grenzübertritt in der Tschechoslowakei verhaftet und ausgeliefert; es folgten sieben Monate Gefängnis. 1939 erfolgte seine Einberufung zur Wehrmacht. 1945 geriet er in sowjetische Gefangenschaft, aus der er erst 1948 zurückkehrte. Während dieser Zeit war er ab 1947 Vorsitzender des antifaschistischen Komitees des Kriegsgefangenenlagers. 1948 trat er in die SED ein. Von 1948 bis 1949 war er als Lehrer an der Kreisparteischule Berlin-Kaulsdorf tätig, ehe er 1949 zum Sekretär der SED-Betriebsgruppe des Bezirksamtes Berlin-Treptow ernannt wurde. 1950 absolvierte er einen einjährigen Lehrgang an der Parteihochschule Karl Marx der SED.

## Stasi-Laufbahn
1951 trat Richter in den Dienst der Ermittlungsabteilung (Hauptabteilung IX) des Ministeriums für Staatssicherheit. Bereits ein Jahr später stieg er zum stellvertretenden Leiter des Untersuchungsorgans auf. 1956 wurde Richter zum Leiter der Hauptabteilung IX ernannt. Während seiner Dienstzeit wurden in Berlin-Hohenschönhausen politische Häftlinge wie der Leiter des Aufbau-Verlages Walter Janka oder der Reformkommunist Wolfgang Harich monatelang verhört, in strenge Isolationshaft genommen, systematisch eingeschüchtert und unter Androhung schwerster Strafen zu belastenden Aussagen gedrängt.
1958 wurde Richter zum Oberst befördert. 1964 wurde er mit der Durchführung einer Sonderaufgabe beim Büro der Leitung des MfS beauftragt und war somit direkt Erich Mielke unterstellt. 1964 nahm Richter ein Fernstudium an der Humboldt-Universität zu Berlin auf, welches er 1966 mit einer Promotion zum Dr. jur. abschloss. 1968 wurde er Leiter der Arbeitsgruppe Sicherung von Staatsgeheimnissen (SVS), die noch im gleichen Jahr zur Zentralen Arbeitsgruppe Geheimnisschutz (ZAGG) des MfS aufgewertet wurde.

## Anmerkung
1. ↑  MfS-Lexikon

| Personendaten    | Personendaten                                                                           |
| ---------------- | --------------------------------------------------------------------------------------- |
| NAME             | Richter, Kurt                                                                           |
| KURZBESCHREIBUNG | deutscher Jurist, Leiter der Ermittlungsabteilung des Ministeriums für Staatssicherheit |
| GEBURTSDATUM     | 6. Juni 1919                                                                            |
| GEBURTSORT       | Berlin                                                                                  |
| STERBEDATUM      | 25. Januar 1975                                                                         |